# 2-吡啶甲酸苯酯
2-吡啶甲酸苯酯是一种有机化合物，化学式为C12H9NO2。它可由2-吡啶甲酸和氯化亚砜反应，在真空浓缩后，在三乙胺的存在下再和苯酚在四氢呋喃中反应制得。甲酸苯酯和2-溴吡啶在碱存在下、钯化合物催化下反应，也能得到烟酸苯酯。它和2-萘硼酸在催化下反应，可以得到2-(2-萘基)吡啶。